# روبرتا ماررو
روبرتا ماررو (به انگلیسی: Roberta Marrero) (زاده ۲ مارس ۱۹۷۲ – درگذشته ۱۷ مهٔ ۲۰۲۴) هنرمند، خواننده و بازیگر اسپانیایی بود.
او یک زن ترنس بود.